# Bancy Hernández
Bancy Cristhoffer Hernández Soza (Río Blanco, Nicaragua, 27 de junio de 2000), más conocido como Bancy Hernández, es un jugador profesional nicaragüense de fútbol que se desempeña en la posición de delantero en Real Estelí Fútbol Club, equipo perteneciente a la Liga Primera de Nicaragua.

## Carrera
Hernández lleva jugando una temporada en el equipo Real Estelí Fútbol Club, con el cual salió campeón de la Copa Primera de 2023. También es parte de la Selección de fútbol de Nicaragua.